# 流转的王妃·最后的皇弟
《流转的王妃·最后的皇弟》，是日本朝日電視台開播45週年的紀念大戲，由日本和中国大陆多位著名演员主演。故事根據嵯峨浩和溥傑的自傳改編而成。播放日期為2003年11月29日、11月30日兩天。

## 故事
故事由溥傑於日本陸軍士官學校留學講起，講到二人如何相識，繼而成婚。不過，溥儀的反日立場使二人的婚姻備受考驗……

## 演員列表
| 演员       | 角色                                                     |
| 竹野內豐   | 溥傑                                                     |
| 常盤貴子   | 嵯峨浩                                                   |
| 王伯昭     | 溥仪                                                     |
| 劉丹       | 郭布罗婉容                                               |
| 江角真紀子 | 川島芳子                                                 |
| 伊東美咲   | 他他拉貴人                                               |
| 椋木美羽   | 韞穎（三格格）                                           |
| 北村總一朗 | 嵯峨實勝                                                 |
| 野際陽子   | 嵯峨尚子                                                 |
| 岩崎裕美   | 嵯峨幹子                                                 |
| 竹中直人   | 甘粕正彥                                                 |
| 段田安則   | 工藤正二（以工藤忠與吉岡安直為藍本所創作的虛構軍人）     |
| 反町隆史   | 櫻井哲士（虛構人物）                                     |
| 仲村徹     | 遠山久信（虛構人物）                                     |
| 木村佳乃   | 小春（ハル）（虛構人物）                                     |
| 濱田學     | 李順豐（虛構人物）                                       |
| 西島千博   | 陳藩（虛構人物）                                         |
| 天海祐希   | 李香蘭                                                   |
| 草笛光子   | 貞明皇后（皇太后）                                       |
| 中丸新將   | 竹田宮殿下                                               |
| 加藤和子   | 竹田宮妃殿下                                             |
| 早瀨英里奈 | 慧生                                                     |
| 市川由衣   | 嫮生                                                     |
| 久本雅美   | 阿菊（宮廷御用美髮師。在嵯峨浩的自傳裡，此女名為阿市。） |

- 旁白：仙道敦子

## 概要
由於朝日電視台卯足全力製作，因此本作從大道具、舞台裝置到一些小道具都忠實重現了當時滿洲國的風景。而且還特地到了中國紫禁城（北京故宮博物院）拍攝外景，製成了逼真的影像。飾演溥傑的竹野内豐的演技也頗受到讚賞；而溥儀一角為中國大陸著名演員王伯昭所飾，他為本劇展現了逼真的演技。
本劇為常盤貴子第二次以漢語演出，但是普通話還是第一次。因和先前挑戰過的粤语有著微妙的不同，因此她十分努力練習。
竹野内豐為了本作而剪髮、努力學說漢語，一心試著將溥傑一角飾演完美，展現了他的專業演員精神。

## 劇中漢語對白的錯誤
- 第一話的溥傑的回憶場面中，溥傑稱呼醇親王福晋為母親大人；但清朝滿族是稱母親為額娘或奶奶。
- 劇中稱呼醫生為醫生，但當時應該稱作太醫或大夫。
- 格格和太監等身份比皇帝低的人，回答皇帝的講話時不應該說是，而該說嗻（滿語）。
- 溥傑等人和皇帝說話時應該使用敬語。
- 天海饰演的李香兰所演唱的〈何日君再来〉中，泪洒相思带的“洒”被唱成了“酒”。（注：李香兰于1939年灌唱的“何日君再来”确实为“酒”）
- 剧中关押溥仪的抚顺战犯管理所的匾额，应为繁體漢字“撫順戰犯管理所”，劇中寫成“撫順戦犯管理所”，“戰”被寫成了日本漢字“戦”。

## 穿帮镜头
第一话开头出现东风4型柴油机车，时间是1961年，地点是中国广州市，事实上该机车在1974年才少量投入运营，主要配属在京山铁路上，1982年代才开始大量运营，当时在广州绝对不可能出现该车。

## 他他拉貴人的台詞
他他拉貴人的台詞（她為溥儀讀書的場面）經常被懂漢語的人評說十分難聽懂，字幕也未顯示它的日語翻譯，但其實是出自白居易的詩《池上閒吟二首》第一首的一部分。

高臥閒行自在身，池邊六見柳條新。

幸逢堯舜無為日，得作羲皇向上人。

四皓再除猶且健，三州罷守未全貧。（台詞到此）

莫愁客到無供給，家醞香濃野菜春。

## 外部連結
- 緯來日本台－流轉的王妃 （页面存档备份，存于）
- 流離的王妃（全文閱讀） （页面存档备份，存于）